# Andrea Fornasiero
Andrea Fornasiero (Este, 9 febbraio 1937) è un generale e aviatore italiano, che ha ricoperto l'incarico di capo di stato maggiore dell'Aeronautica Militare tra il 5 febbraio 1999 e il 3 agosto 2001. Insignito della croce di Cavaliere dell'ordine militare d'Italia e della gran croce dell'Ordine al merito della Repubblica italiana.

## Biografia
Nato ad Este, provincia di Padova, il 9 febbraio 1937. Ha frequentato l'Accademia Aeronautica, Corso "Rostro", uscendone con il grado di sottotenente pilota in servizio permanente effettivo. In seguito ha conseguito la Laurea in Studi Aeronautici presso l'Università "Federico II" di Napoli. Ha inoltre frequentato la Air University di Maxwell AFB (Stati Uniti d'America), il corso basico ed avanzato presso la Scuola di guerra aerea di Firenze ed il Corso di Difesa Strategica presso il Centro alti studi per la difesa di Roma (C.A.S.D.).
La sua carriera militare è iniziata nel 1960, ed è stato comandante della 391ª Squadriglia, Capo operazioni, Capo dell'Ufficio Operazioni Unificate e Comandante del 154º Gruppo; Capo della Sezione Pianificazione logistica del Capo di Stato Maggiore del Comando Logistico. Promosso colonnello nel 1976 e poi nominato comandante del 53º Stormo (20 ottobre 1978–19 giugno 1980) di stanza sull'aeroporto di Cameri, e Capo dell'Ufficio Pianificazione e Bilancio del Capo di Stato maggiore dell'Aeronautica.
Nel 1984, promosso generale di brigata aerea, fu messo a capo del Dipartimento della finanza, ricerca e pianificazione dello sviluppo del Segretariato Generale della Difesa/Direzione Generali Armamenti, con responsabilità per la negoziazione di programmi internazionali di ricerca e di sviluppo multilaterali per le industrie aeronautiche e della difesa. Nel 1988 fu promosso generale di divisione aerea, e tra il 1992 e il 1994 è stato al comando della Direzione Generale per le Telecomunicazioni, e responsabile per l'acquisto e i contratti di manutenzione dei sistemi di comunicazione e di difesa radar, per un valore complessivo di circa 1000 miliardi di lire dell'epoca.
Promosso generale di squadra aerea nel 1994, tra quell'anno e il 1996 è stato Comandante della 5th ATAF a Vicenza, dirigendo le operazioni militari Deny Flight, Decisive Endeavour e Joint Endeavour in Bosnia-Herzegovina. Sotto il comando della Nazioni Unite e più tardi sotto quello della NATO, ha diretto le operazioni militari con piloti provenienti da 13 differenti paesi. Queste operazioni portarono alla stipula dell'accordo di Dayton.
Nell'ottobre 1996 fu nominato Presidente del Sottocomitato Regionale Sud Europa della NATO e del Planning Board Europe Inland Surface Transport, con compiti erano di supervisione dei piani di trasporto di emergenza della NATO in Turchia, Francia, Spagna, Portogallo, Grecia ed Italia.
Tra il marzo 1997 e il febbraio 1999 è stato Comandante Generale delle Scuole dell'Aeronautica Militare nonché Presidente del Consiglio Superiore delle Forze Armate–Sezione Aeronautica. Come Presidente del Consiglio Superiore delle Forze Armate–Sezione Aeronautica ha approvato programmi e contratti per la gestione complessiva dell'Aeronautica Militare.
Il 5 febbraio 1999 è stato nominato Capo di stato maggiore dell'Aeronautica Militare, ricoprendo tale incarico sino al 5 agosto 2001. Durante la sua direzione è iniziata la modernizzazione della flotta aerea militare, con l'approvvigionamento degli aerei da trasporto Lockheed C-130J Hercules, delle aviocisterne Boeing KC-767, dei caccia General Dynamics F-16ADF e del UAV da ricognizione General Atomics RQ-1 Predator.
Il 31 ottobre 2001 è stato nominato consigliere per la sicurezza aerea del Ministro dei Trasporti e delle infrastrutture, e il 5 novembre dello stesso anno è divenuto membro del Comitato Tecnico Scientifico per la riforma del regolamento relativo all'aviazione civile.

### Annotazioni
1. ↑  Qui ha curato la separazione budget delle tre Forze Armate.

### Fonti
1. 1 2 3 4 5 6 7 8 9 10 11 12  Aeronautica difesa.
2. 1 2 3 4 5 6  Adnkronos.
3. ↑  Circolo del 53°.
4. ↑  Sito web del Quirinale: dettaglio decorato.
5. ↑  Sito web del Quirinale: dettaglio decorato.